# Dysstroma superba
Dysstroma superba är en fjärilsart som beskrevs av Heydemann 1932. Dysstroma superba ingår i släktet Dysstroma och familjen mätare. Inga underarter finns listade i Catalogue of Life.